# L'home del be
L'home des be és festa a la ciutat de Ciutadella de Menorca en la qual es representa unes escenes de la vida de Sant Joan Baptista a la darreria del més de juny. La tradició remunta al segle xiv.
El «Dia des Be» es fa el diumenge que precedeix el 23 de juny. Un pagès disfressat de Joan Baptista, vestit amb pell de be, descalç, porta sobre les espatlles porta un xai viu, l'Agnus Dei, símbol de Sant Joan, recorre amb la junta de Caixers recorre els carrers del centre històric de Ciutadella per a convidar la població i les entitats a assistir a les festes el dia 23 i 24 de juny. Sol fer més de cent visites acompanyat de tambor i flabiol.
Quan la Junta de Caixers i l'home del be ja han fet totes les visites, té lloc la beguda de caixers a cal Caixer Casat. Després s'acomiada del caixer capellà i del caixer senyor. A les vuit del vespre es donen Avellanes a l'Avinguda de la Constitució, mentre actua la banda de l'Agrupació Musical. Alhora l'home del be visita les posades dels cavallers per acomiadar-se'n.
Centenars de persones s'han congregat al voltant de la casa pairal dels Martorell per escoltar, en directe, a les nou del matí, el «primer toc de tambor i fabiol», que anuncia l'inici de la festa. Prèviament el caixer senyor ha lliurat la bandera de Sant Joan al caixer fadrí. El so del tambor i el flabiol acompanyen el Diumenge del Be, durant el qual els Caixers del bienni, amb l'home del be, el flabioler i els seus ajudants recorren el centre històric de Ciutadella per visitar els propietaris de les explotacions agrícoles i ramaderes que aporten cavalls per a Sa Qualcada i les posades dels pagesos.